# Pré-Alpes de Grasse
Pré-Alpes de Grasse ou Pré-Alpes de Castellane ?
Os Pré-Alpes de Grasse  (em francês:   Préalpes de Grasse) são um  maciço que faz parte dos Alpes Ocidentais na sua secção da Cordilheira dos Alpes Marítimos e se encontra nos departamento francês dos Alpes Marítimos, Alpes da Alta Provença, e do Var ocupando parte da Provença-Alpes-Costa Azul. O ponto culminante é o Sommet de la Bernarde com 1.941 m.

## Préalpes de Castellane
Os franceses chamam-lhe assim dizendo que são uma parte dos Alpes de Provença, e consideram que é à sua parte oriental que se deve chamar  Préalpes de Grasse, denominação que vai contra a classificação de SOIUSA - que trata da divisão do sistema Alpino - e que a classifica :
- Parte- Alpes Ocidentais
- Grande Sector- Alpes Sud-Ocidentais
- Secção- Alpes e Pré-Alpes da Provença
- Sub-secção- Pré-Alpes de Grasse

## Geografia
De rocha sedimentar, o maciço estende-se de Oeste-Este, a Sul e a Leste de Castellane - provavelmente a razão da sua denominação em francês - até ao Norte de Grasse e Vence, assim como a Sul de Rio Verdon e a Sudoeste do Rio Var.
O Pré-Alpes de Grasse estão rodeados :
- a Nordeste;  Cordilheira dos Alpes Marítimos e Pré-Alpes de Nice e separados pelo Colo de Toutes Aures e Rio Var
- a Leste; com o  Pré-Alpes de Nice e separado pelo  Rio Var
- a Sul; com o Maciço da Baixa Provença (exterior ao sistema alpino)
- a Oete; com a planície de Valensole
- a Noroeste; com oa Pré-Alpes de Digne, da mesma secção alpina, e separada pelo Rio Verdon.

## SOIUSA
A Subdivisão Orográfica Internacional Unificada do Sistema Alpino (SOIUSA) criada em 2005, dividiu os Alpes em duas grandes partes:Alpes Ocidentais e Alpes Orientais, separados pela linha formada pelo  Rio Reno - Passo de Spluga - Lago de Como - Lago de Lecco.
Os Alpes de Provença, Pré-Alpes de Digne, Pré-Alpes de Grasse, e os Pré-Alpes de Vaucluse formam os Alpes e Pré-Alpes da Provença.

### Classificação  SOIUSA
Segundo a SOIUSA este acidente orográfico chama-se  Pré-Alpes  de Grasse e é uma Sub-secção alpina  com a seguinte classificação:
- Parte = Alpes Ocidentais
- Grande sector alpino = Alpes Ocidentais-Sul
- Secção alpina = Alpes e Pré-Alpes da Provença
- Sub-secção alpina = Pré-Alpes  de Grasse
- Código = I/A-3.III